# 汤姆·马赫
汤姆·马赫（英語：Tom Maher，1952年9月4日—），澳大利亚职业篮球教练。
马赫出生于维多利亚州的墨尔本，是澳大利亚国家女子篮球联赛历史上最成功的教练，曾7次率队夺冠。1996年，他率领澳大利亚女篮夺得亚特兰大奥运会铜牌，2000年又率队夺得悉尼奥运会银牌。2004年，他率领新西兰女篮夺得了雅典奥运会第8名。这些成绩都是澳大利亚队和新西兰队在奥运历史上的最佳战绩。
2008年，马赫率领中国女篮在北京奥运会上获得了第四名。2012年，他带领英国女篮参加奥运会。2016年，再次带领中国女篮参加奥运会。同年，任山西兴瑞职业篮球俱乐部教练。12月，不再担任教练一职，改任山西竹叶青女篮总顾问。